# Pariana aurita
Pariana aurita är en gräsart som beskrevs av Jason Richard Swallen. Pariana aurita ingår i släktet Pariana och familjen gräs. Inga underarter finns listade i Catalogue of Life.